# グラミー・レジェンド賞
グラミー・レジェンド賞（英: Grammy Legend Award、または英: Grammy Living Legend Award）は、1958年に設立された音楽賞授賞式であるグラミー賞のレコーディング・アーティストに与えられた特別賞である。音楽産業における傑出した成果のために、アメリカのナショナル・アカデミー・オブ・レコーディング・アーツ・アンド・サイエンスによって、数あるカテゴリの栄誉が毎年の式典で発表されている。
最初のグラミー・レジェンド賞は、1990年にスモーキー・ロビンソン、ウィリー・ネルソン、アンドルー・ロイド・ウェバー、ライザ・ミネリに贈られた。この名誉は、「録音分野での継続的な貢献と影響力」を認識するために開始された。翌年、さらに4人のミュージシャン（アレサ・フランクリン、ビリー・ジョエル、ジョニー・キャッシュ、クインシー・ジョーンズ）がグラミー・レジェンド賞を受賞した。この賞は、1992年にはバーブラ・ストライサンド、1993年にはマイケル・ジャクソンに授与された。
1994年以降、アメリカのミュージシャンであるカーティス・メイフィールドとフランク・シナトラがグラミー・レジェンド賞を贈られてからは、毎年ではなく断続的にアーティストに与えられるようになった。イタリアのオペラのテノールであるルチアーノ・パヴァロッティは、1998年の受賞者となった。翌年、イギリスのシンガーソングライターのエルトン・ジョンが名誉を認められた。2003年にギブ兄弟がグラミー賞から認められ、ビージーズが21世紀最初の受賞者となった。全体として、14人のソロ・ミュージシャンと1つのバンドがグラミー・レジェンド賞を受賞してきている。

## 受賞者
| 年   |                                                   |                              | 出典   |
| ---- | ------------------------------------------------- | ---------------------------- | ------ |
| 1990 | Andrew Lloyd Webber in 2009                       | アンドルー・ロイド・ウェバー | [ 9 ]  |
| 1990 | Liza Minnelli as Sally Bowles from Cabaret (1972) | ライザ・ミネリ               | [ 2 ]  |
| 1990 | Smokey Robinson in 2018                           | スモーキー・ロビンソン       | [ 10 ] |
| 1990 | Willie Nelson in 2006                             | ウィリー・ネルソン           | [ 8 ]  |
| 1991 | Aretha Franklin in 1968                           | アレサ・フランクリン         | [ 11 ] |
| 1991 | Billy Joel in 2009                                | ビリー・ジョエル             | [ 12 ] |
| 1991 | Johnny Cash in 1969                               | ジョニー・キャッシュ         | [ 13 ] |
| 1991 | Quincy Jones in 2014                              | クインシー・ジョーンズ       | [ 8 ]  |
| 1992 | Barbra Streisand in 1966                          | バーブラ・ストライサンド     | [ 14 ] |
| 1993 | Michael Jackson in 1984                           | マイケル・ジャクソン         | [ 15 ] |
| 1994 | Curtis Mayfield in 1972                           | カーティス・メイフィールド   | [ 16 ] |
| 1994 | Frank Sinatra in Pal Joey (1957)                  | フランク・シナトラ           | [ 17 ] |
| 1998 | Luciano Pavarotti in 2002                         | ルチアーノ・パヴァロッティ   | [ 18 ] |
| 1999 | Elton John in 2011                                | エルトン・ジョン             | [ 8 ]  |
| 2003 | Bee Gees in 1978                                  | ビージーズ                   | [ 19 ] |

1. ↑  各年は、その年の年次グラミー賞授賞式に関する記事にリンクされている。